# Mittenothamnium simorrhynchum
Mittenothamnium simorrhynchum är en bladmossart som beskrevs av Jules Cardot 1913. Mittenothamnium simorrhynchum ingår i släktet Mittenothamnium och familjen Hypnaceae. Inga underarter finns listade i Catalogue of Life.